# Imprimerie Xhrouet
L'imprimerie Xhrouet se situait au 16, rue des Moineaux à Paris (aujourd'hui disparue à la suite du percement de l'avenue de l'Opéra), à distinguer de l'imprimerie Meymat du journal Le Publiciste, sise également, plus tard, rue des Moineaux.
N. Xhrouet est directeur et un des quatre copropriétaires du Journal de Paris, premier journal quotidien en France (1777).
Il gagne avec ses associés un procès le 22 juillet 1791 qui supprime les privilèges pour les journaux. Ce procès inscrit concrètement la liberté de la presse dans l'histoire.
Il édite également Le Publiciste devenu par la suite Le Journal des Débats. On en retrouve un recueil de l'année 1806, 364 numéros réunis en un volume. in-4 Demi basane (reliure de l'époque), dos lisse fleuronné, pièce de titre, année dorée (1806).

## N. Xhrouet, maître imprimeur, éditeur, à Paris

### Libraires et coéditeurs associés

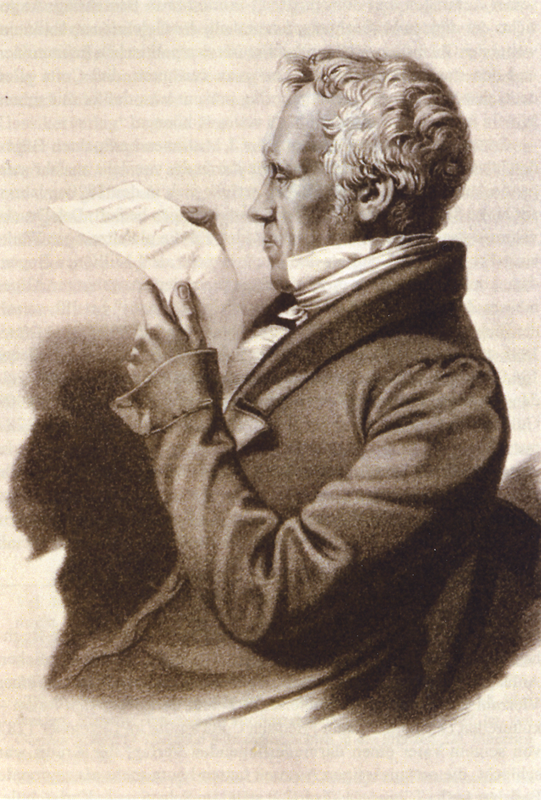
Johann Friedrich Freiherr von Cotta.

Afin d’assurer une bonne distribution, N. Xhrouet s’associe en fonction des ouvrages et périodiques publiés avec divers libraires et coéditeurs :
- Déterville, 8, rue Hautefeuille, Paris (1808), 16, rue de Battoir, quartier de l'Odéon, (an IX, 1801) ;
- Lénormant, Paris (1805), rue de Seine, n°8, Paris, (1812), rue des Prêtres ;
- Petit, 257, palais du Tribunat, galerie de bois, côté du jardin, Paris (1808) ;
- Fain ;
- La veuve Seguin, Avignon, 1807 ;
- Cotta, Tubingen, 1804-1808 ;
- Cocatrix, rue Neuve-Saint-Roch, n°165, Paris, 1802-1805 ;
- Mme Huzard, Bureau du Journal d'Economie Rurale et Domestique, Paris ;
- Barbou, Paris ;
- J.B.A. Suard ,

Le monogramme de N. Xhrouet qui figure en deuxième page de titre dans ses publications s’inscrit dans le style néoclassique de l’époque. Dans un médaillon ovale (10/5 cm ø), sur fond noir, entouré d’une lisière ornée de lauriers stylisés, il se dessine dans une élégante calligraphie à la ronde, un N superposé d’un X, le tout dans un bel équilibre. Sa signature manuscrite figure pour en authentifier l'édition originale sur Les Mémoires de Marmontel, 1804, 4 vol. in-12.

### Atelier de l’Imprimerie Xhrouet
Parmi les pièces les plus précieuses de la collection du Musée Charles de Lorraine à Bruxelles, figure une presse typographique en bois de la fin du XVIIIe siècle, une presse Stanhope (modèle 1795), les presses de F. Rops, M. Elskamp et A. Curvers.

### Capital social
Le maître imprimeur, éditeur, de cette fin de XVIIIe, début de XIXe siècle, devait, tout à la fois, être érudit, entrepreneur, maître artisan et homme du monde. L’érudition était nécessaire à la connaissance des lettres, de l’histoire, du formidable bouillonnement des idées, de la langue française et des langues étrangères. Un exemple nous en est donné dans l’avis de l’éditeur Xhrouet dans le supplément aux lettres de Voltaire. Il y expose son minutieux travail de datation de la correspondance à travers les évènements soient politiques, soient littéraires, du siècle auquel Voltaire faisait allusion dans ses milliers de lettres. Ou encore, le soin apporté aux notes de bas de page, traduisant les passages en latin, anglais ou italien des lettres, interprétant de manière documentée les passages énigmatique et référençant précisément chaque citation d’auteurs. Il fallut aussi être un entrepreneur averti pour créer une imprimerie dans un contexte frappé par la censure selon les soubresauts de régimes. De même, il fallut maîtriser la technique d’impression pour contrôler et donner toutes les directives nécessaires à l’aboutissement d’un livre imprimé et illustré dans un style néoclassique plaisant aux lecteurs. Enfin, il fallut être en relation avec ceux qui font battre le cœur du centre du monde, le ressentir, pour en donner une plus belle résonance.

### Les idées des Lumières

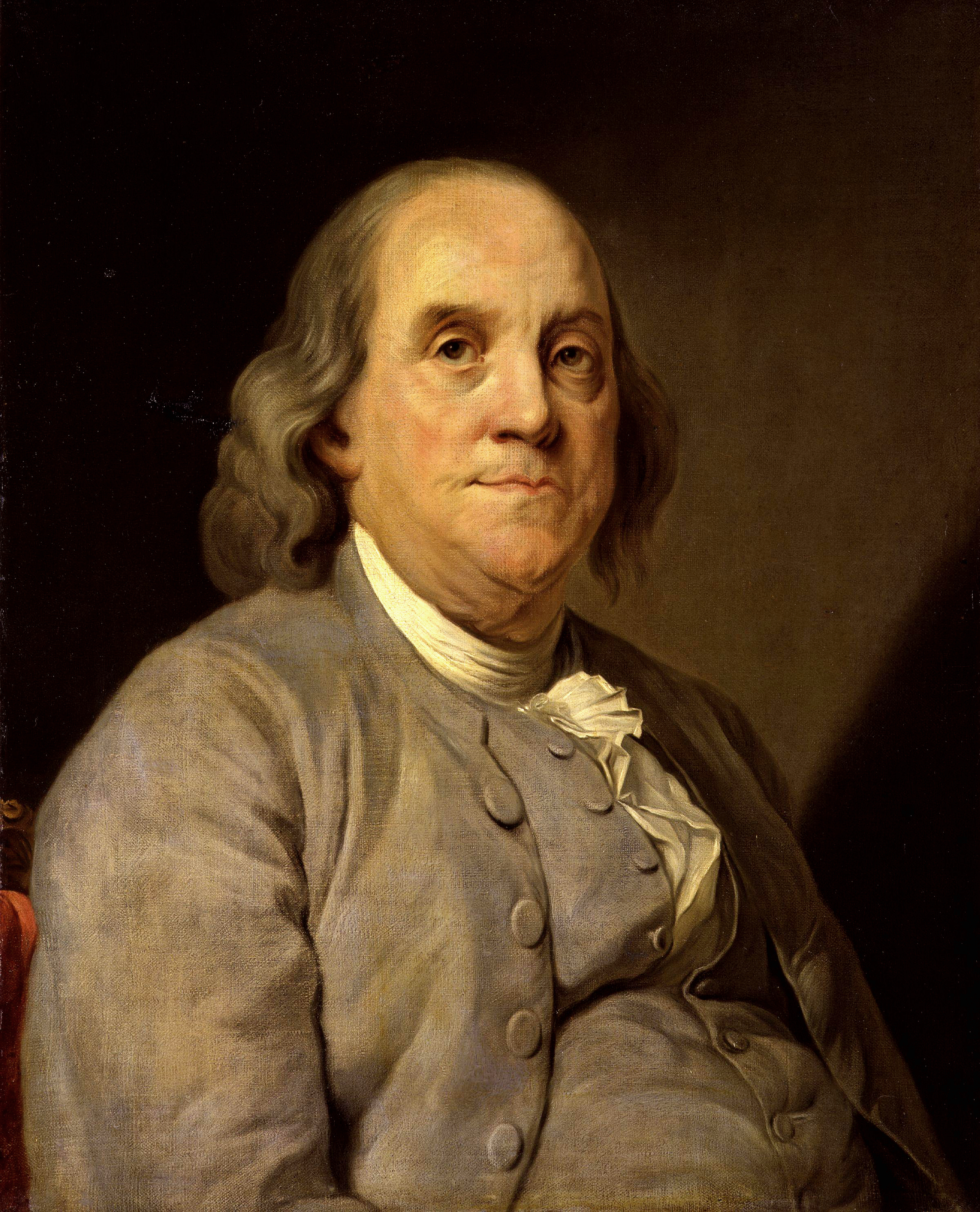
Benjamin Franklin, par Joseph Siffrein Duplessis, vers 1795, gravé par B. Hall, Smithsonian Institution, National Portrait Gallery.

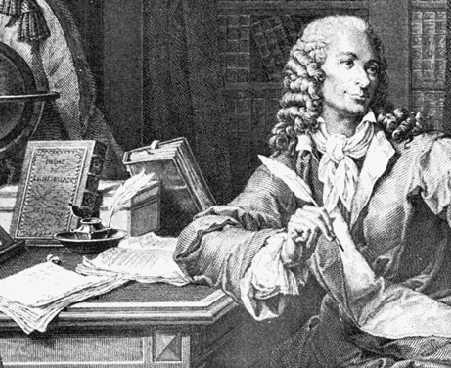
Voltaire, gravé par Baquoy vers 1795.

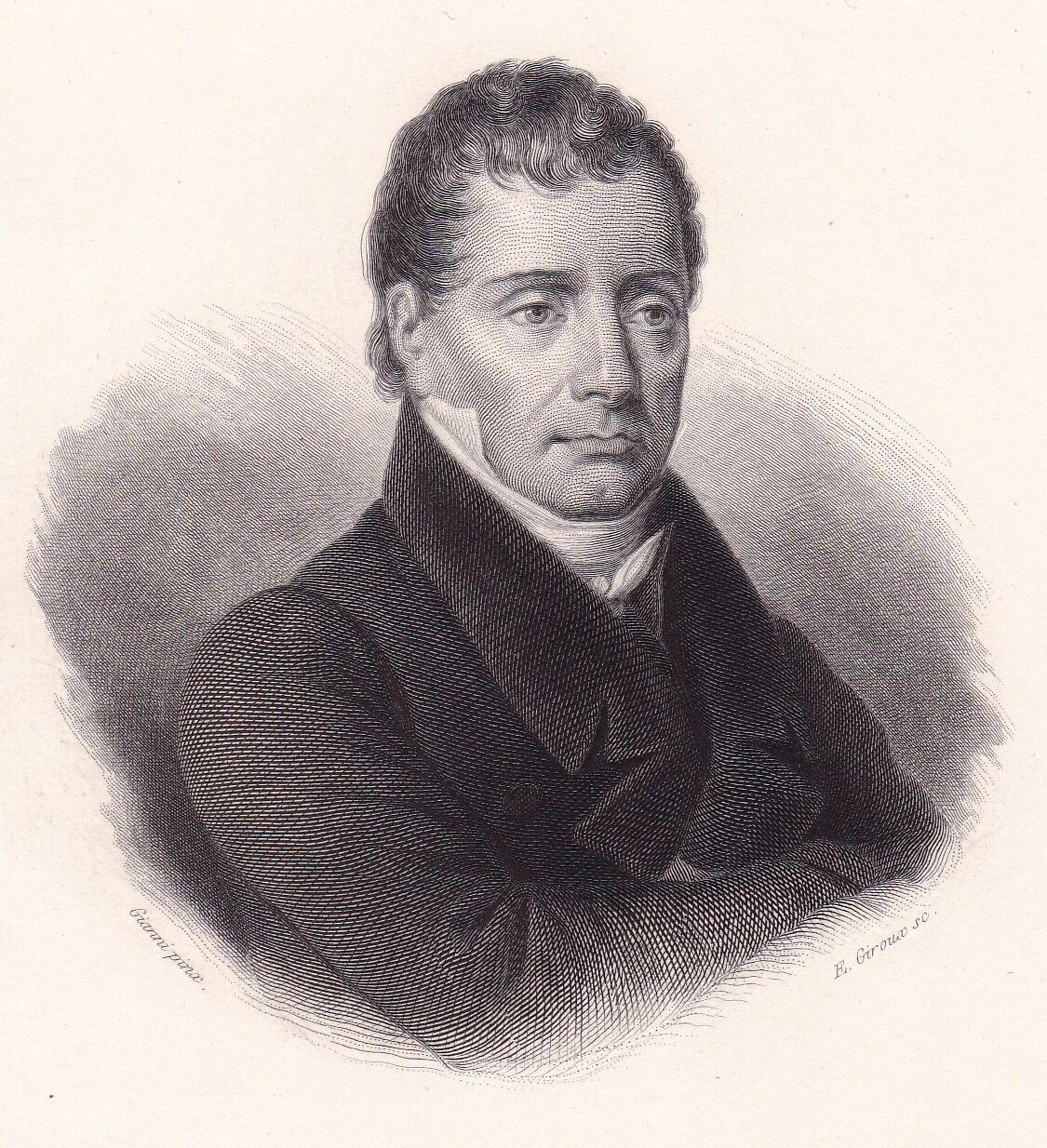
Pierre-Paul Royer-Collard, censeur impérial, directeur général de la librairie.

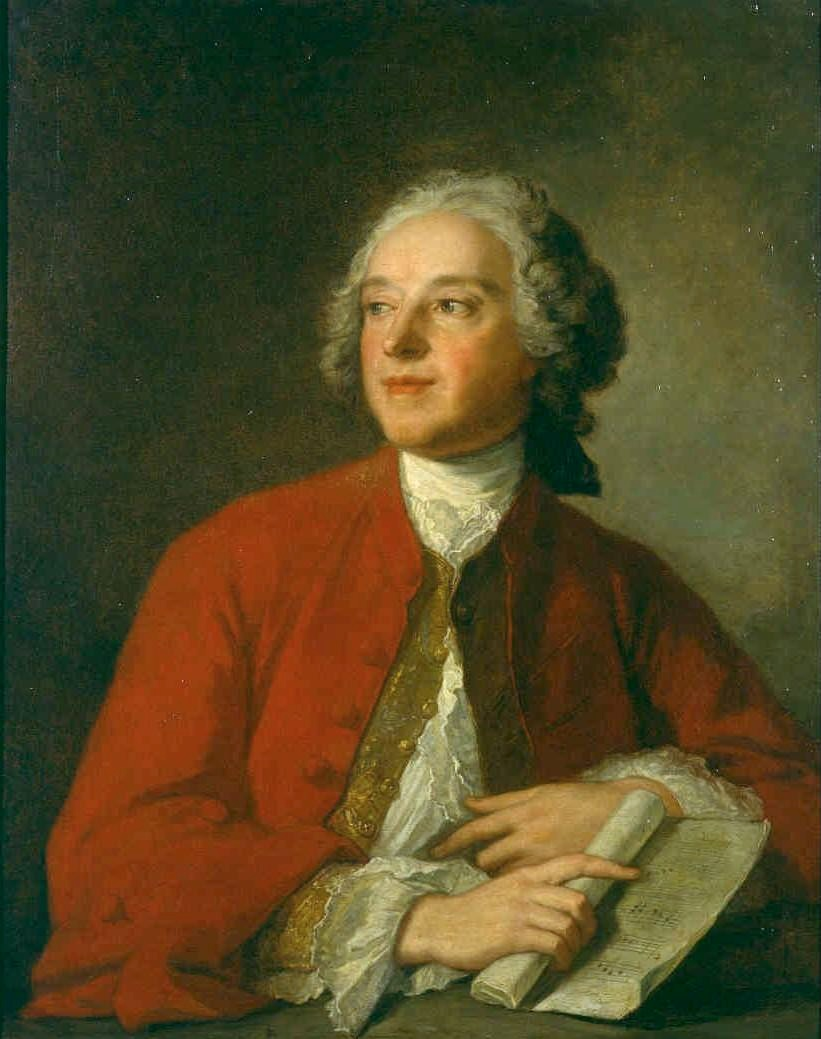
Beaumarchais.

Parmi les différents auteurs publiés chez Xhrouet, citons : Voltaire, Émilie du Châtelet, Marmontel, André Morellet, Fortia d’Urban, John Turnbull, Muraire, Charles Ganill, Antoine Cadet de Vaux, Malesherbes, etc. Comme directeur et copropriétaire du Journal de Paris, N. Xhrouet rencontre aussi Benjamin Franklin, en janvier 1780 et octobre 1781, à l’occasion de sa souscription à l’abonnement annuel du journal. Ce dernier a, outre une multitude d’expériences et de qualités hors du commun, quelques traits communs avec N. Xhrouet comme celui de son multilinguisme, une connaissance avérée en tant que maître imprimeur, éditeur et propriétaire de journal. Par ailleurs, Benjamin Franklin et Voltaire se lieront d’amitiés. Comme directeur de journal et imprimeur, Xhrouet avait reçu une influence certaine. Citons notamment, le Journal encyclopédique publié à Liège de 1756 à 1759 par Pierre Rousseau qui devint Le Journal littéraire édité à Bouillon de 1760 à 1794. Les encyclopédistes y furent particulièrement bien accueillis et distribués en France et dans toute l’Europe.

### La censure de Napoléon; fin d’une entreprise
Très vraisemblablement, l’imprimerie Xhrouet fut victime, comme beaucoup d’autres, du décret de Napoléon, du 5 février 1810, réinstaurant la censure en faisant fermer nombre d’imprimeries à Paris à travers un nouveau censeur impérial qui prend le titre de directeur général de la librairie, Royer-Collard. Dans la foulée, les lois du 3 août 1810 et du 21 février 1811, réduiront le nombre de journaux à un par Département et quatre pour Paris. Dès 1809, Xhrouet, ne publie plus d’œuvres littéraires mais seulement quelques opéras (auxquels assiste le couple impérial), pièce de théâtre, ouvrages de la Cour de cassation et ouvrages divers. L’édition du journal Archives littéraires de l’Europe est arrêtée, il est jugé trop germanisant par le pouvoir.
Le maître imprimeur, éditeur, N. Xhrouet, spadois (Principauté de Liège, puis département de l'Ourthe) de souche par sa famille, copropriétaire et directeur du premier journal quotidien, le Journal de Paris, qui s’est battu pour inscrire la liberté de la presse dans l’histoire, après avoir traversé toute la période révolutionnaire, ne survivra pas à ce nouveau et dernier soubresaut et coup de boutoir de la censure napoléonienne. Napoléon dira "Je redoute trois journaux plus que 100 000 baïonnettes".[réf. nécessaire]
Maigre consolation pour l’éditeur, cinq années plus tard, le 18 juin 1815, à Waterloo, on retrouvera dans la bibliothèque portative de l’empereur, abandonnée sur le champ de bataille, un exemplaire des Nouveaux Amusemens des eaux de Spa mais les Xhrouet s’allieront aussi avec la famille d’Avout dont est issu un des plus brillants maréchaux d’empire : Louis Nicolas Davout.

## L’édition de l’œuvre complète de Voltaire (1785-1808)

### L’ouvrage imprimé
L’édition Xhrouet est réalisée en soixante-dix volumes plus deux suppléments de quelque cinq cents lettres aux 21 000 correspondances de Voltaire, déjà recensées. Ces deux suppléments sont réalisés sur manuscrit autographe de l’auteur. Le format est in-8°. L’in-octavo est l’ancêtre du livre de poche répondant bien aux besoins de la clientèle principale de cette époque : le notable, grand propriétaire, qui passe les étés dans ses terres et l’hiver dans son hôtel en ville. Les petits formats prévalent et situent les productions dans le boudoir, parmi les objets frivoles. Après 1775 et durant trois décennies, un accord implicite s’est fait entre éditeurs, libraires, artistes et un certain public sur une volonté d’associer livre et plaisir. Les éditions monumentales des œuvres complètes et un peu plus tard des recueils de Mémoires tâcherons de satisfaire cette clientèle.
Le papier est lumineux et s’offre à une mise en page claire et à des gravures veloutées. « Par leur page de titre dépouillée, leurs mise en page stables et sans surprises, leurs illustrations aux endroits attendus, ces volumes aux structures clairement articulées se présentent avec ostentation comme des objets cohérents et rationalisés ». La reliure variera à la demande mais reste de facture néoclassique, épurée, comme par exemple : plein veau marbré d’époque, des lisses ornés avec trois pièces de titres en maroquin vert, plats entourés d’un liseron d’or à la grecque.
L’édition de Xhrouet est illustrée des gravures de Jean-Michel Moreau (dit le Jeune, 1741-1814), frère cadet du peintre Louis-Gabriel Moreau (dit l’Aîné, 1740-1806).

### De Voltaire à N. Xhrouet en passant par Lambert Xhrouet et Beaumarchais
L’édition Xhrouet est réalisée sous la direction de Beaumarchais (1732-1799). Caron de Beaumarchais, admirateur de Voltaire, était en 1759, professeur de harpe des dix filles de Louis XV et Marie Leszczyńska, alors que Lambert Xhrouet (1707-1781), était tourneur du duc d’Orléans et écuyer de la reine de France. À la cour de la reine, on croise aussi Émilie du Châtelet, muse de Voltaire, Jean-François Marmontel, disciple et protégé de Voltaire et Madame de Pompadour, dont le peintre Philippe Xhrouet, à Sèvres, a créé une nouvelle couleur en 1757, le rose-Pompadour. N. Xhrouet publiera aussi ensuite en 1806 les lettres de la marquise du Chastelet au comte d’Argental ou encore, trois ouvrages post-mortem de Marmontel sur manuscrit autographe des auteurs. Par ailleurs, Marmontel écrira en 1761 ses Contes moraux et relate la légende romantique d’Annette et Lubin, inspirée d’une histoire locale de la ville d’eau en vogue, Spa, appelée le « Café de l'Europe » par Joseph II d'Autriche en 1782. Marmontel y séjournera, en 1767, accueilli, sans nul doute, par Lambert Xhrouet.

## Le premier journal quotidien français: leJournal de Paris(1777)
« La seule vraie histoire d’un pays se trouve dans ses journaux »
Lord Macaulay (XIXe siècle)

### Le premier journal quotidien
Le Journal de Paris est situé « rue de Grenelle-Saint-Honoré, à l’ancien Hôtel Grenelle, la troisième porte cochère à gauche, après la rue du Pélican, en entrant par la rue Saint-Honoré » (1780).
« Le Journal de Paris, premier quotidien français, parut le 1er janvier 1777 sur quatre pages de format in-4o. Il proposait : « l’annonce des livres […], des cartes géographiques, des estampes, de la musique, avec le prix, l’adresse du libraire, l’interprétation du titre […], la valeur des comestibles et fourrages, le cours du change de Paris […], les numéros sortis de la roue de la fortune, les observations météorologiques… » Répondant aux besoins des Parisiens, il inaugura une formule nouvelle qui allait faire du « quotidien » un élément indispensable de la vie en société. Il connut rapidement le succès : son tirage atteint 12 000 exemplaires en 1790. Pendant la Révolution, les comptes rendus des séances des Assemblées du Journal de Paris étaient reconnus comme les meilleurs ; ils étaient très vivants et assez favorables aux aristocrates. Le Journal de Paris est imprimé sur un papier chiffon, qui, conservé dans de bonnes conditions, ne subit pas les altérations du temps. Il a le même format qu’un livre et était destiné à être relié de manière identique ». BnF
Outre ses fonctions de directeur et copropriétaire de cet important journal, N. Xhrouet distribue également à Paris, en collaboration avec l'imprimeur, le publiciste et libraire allemand, Johann Friedrich Cotta, baron de Cottendorf (Stuttgart, 1764 – idem,1832), à Tubingue (Tübingen, Allemagne), de 1804 à 1808, le journal Archives littéraires de l’Europe, ou Mélanges de littérature, d’histoire et de philosophie, par MM. Jean-Baptiste-Antoine Suard (Qui écrit aussi dans le Journal de Paris), André Morellet, etc. suivi d’une Gazette littéraire universelle.
Directeur, et copropriétaire du Journal de Paris avec Antoine Cadet de Vaux, N. Xhrouet, comme imprimeur, éditeur, cette fois, publiera aussi un des ouvrages de son associé et ami : Mémoire sur la gélatine des os, et son application à l'économie élémentaire, privée et publique, et principalement à l'économie de l'homme malade et indigent.

### La liberté de la Presse
En 1785, le Journal de Paris publie une lettre de Beaumarchais à l’issue de laquelle il sera incarcéré à Saint-Lazare du 8 au 13 mars. En 1799, à la suite de l’accusation de Beaumarchais dans l’affaire des fusils de Hollande, le Journal de Paris publie encore deux lettres sur Voltaire et Jésus-Christ. En 1803, un censeur est imposé à chaque journal ; au Journal de l'Empire (Les Débats), M. Étienne ; à la Gazette de France, M Tissot ; au Journal de Paris, M. Jay, etc.
Malesherbes publié en 1805 chez Xhrouet, écrira Mémoires sur la librairie et sur la liberté de la Presse, Paris, en 1809.
À l’issue de l’emprisonnement de son demi-frère James Franklin, éditeur à Boston du journal New England Courant, Benjamin Franklin y publie déjà en 1722 une citation d’un journal anglais : « sans liberté de pensée, il ne peut y avoir de sagesse ; et pas de liberté du peuple sans liberté d’opinion ; celle-ci est le droit de chaque homme tant qu’il ne porte pas atteinte à la liberté d’autrui ». Il sera un abonné du Journal de Paris de 1780 à fin 1782.
Jean-Baptiste-Antoine Suard, qui écrit notamment dans le Journal de Paris, écrira en 1814, De la liberté de la Presse.

## Chronologie de l’imprimerie Xhrouet de Louis XVI à Napoléon

### 1774, règne de Louis XVI et Marie-Antoinette
1777, 1er janvier, fondation et copropriété avec A. Cadet de Vaux, et aussi direction par N. Xhrouet, du Journal de Paris, premier journal quotidien de France.
1780, octobre, Benjamin Franklin s’abonne au Journal de Paris chez Xhrouet, directeur.
[1781, Joseph II, empereur d’Autriche, déclare Spa (dont le bourgmestre est Mathieu Lambert Xhrouet), « le Café de l’Europe », avant de se rendre chez sa sœur, Marie-Antoinette]
[1784, Mathieu Lambert Xhrouet, bourgmestre de Spa, tente de doter la communauté d’une imprimerie propre pour l’édition du Journal de Spa, La liste des seigneurs et des dames].

### 1789, 18 août, Révolution française
1790, le Journal de Paris atteint 12 000 exemplaires quotidiens.
[1791, 11 juillet, les cendres de Voltaire sont transférées au Panthéon en grande cérémonie]
1791, 22 juillet, victoire de Xhrouet et ses associés dans un procès historique pour la liberté de la presse.
1792, 20 mai, fondation d’un autre nouveau journal quotidien Nouvelles politiques, nationales et étrangères par l’académicien, J.B.A. Suard, et Xhrouet, propriétaires et éditeurs prairials.
1792, 10 août, mise à sac de l’imprimerie du Journal de Paris jugé trop royaliste par les Montagnards, interruption de quelques mois puis reprise le 1er décembre de la publication du Journal de Paris, jusqu’en 1811.
[1792, 20 septembre, la Convention nationale]
[1793, Cotta crée, la Gazette universelle à Tubingue]

### 1795, le Directoire
[1795, 1er octobre, rattachement de la principauté de Liège à la France]
1797, mise à sac de l’imprimerie du journal Nouvelles politiques : « les presses et les caractères d'imprimerie du journal dans lequel nous avions un intérêt, ayant été brisés et jetés
par les fenêtres », écrit Amélie Suard dans Mémoires de J.B.A. Suard. Le journal Nouvelles politiques est fructidorisé à la suite du coup d'État du 4 septembre 1797. Xhrouet fait l'objet d'un décret de déportation.
Suard (proscrit) s'exile en Suisse (au château de Coppet, chez Necker) et ensuite en Allemagne (à Tubingue – rencontre de Cotta - et à Anspach), poursuite de la publication à Paris de leur journal mais sous différents noms pour échapper à la censure.
27 décembre 1797, publication du même journal mais sous le nom Le Publiciste jusqu’au 1er novembre 1810.

### 1799, 9 novembre, le Consulat
1799, retour de Suard à Paris qui est rédacteur du Publiciste. Ce dernier a 2 450 abonnés en 1803. Bonaparte s'intéresse de près à "la liberté de la presse". Le 31 décembre 1799, à la mort de Marmontel, Xhrouet, devient cessionnaire des droits littéraires de ce premier.
1803, un censeur est imposé à chaque journal ; M. Jay pour le Journal de Paris.
Cette année-là, premier livre imprimé et édité chez Xhrouet : celui de son associé du Journal de Paris, Cadet de Vaux, relatif à l’hygiène publique et aux aliments économiques.

### 1804, l’Empire
1804, fondation du journal trimestriel Archives littéraires de l’Europe par J.F. Cotta, à Tübingen et Heinrich et Xhrouet à Paris. Le Secrétaire perpétuel, J.B.A. Suard, et son ami l’académicien, A. Morellet, y participent.
1804, premier ouvrage littéraire, imprimé et édité chez Xhrouet : Mémoires de l’académicien J-F. Marmontel en 4 vol. Dans le domaine littéraire, ce seront principalement les académiciens qui seront publiés chez Xhrouet jusqu’en 1808.
1804, bureau d’abonnement du journal hebdomadaire Correspondance des amateurs de musique, de Cocatrix, chez Xhrouet.
[1804, Mathieu Lambert Xhrouet, bourgmestre de Spa de 1780 à 1788 est rappelé comme maire de Spa jusqu’en 1811 où il meurt à son poste]. Dès septembre 1805, Napoléon impose un rédacteur au Publiciste, M. Lacretelle et prive ses propriétaires de 4/12e des revenus dont deux iront au gouvernement et deux autres pour le salaire de Lacratelle. Les 8/12e restant se partageant à parts égales entre Suard, Xhrouet, Lagarde et Boyer. [1805, 2 décembre, bataille d’Austerlitz, suprématie européenne de Napoléon].
1807, 21 août, grand incendie qui détruit les 2/3 de la ville de Spa, mobilisation de tous les départements français pour l’aide aux incendiés de Spa (Mathieu Lambert Xhrouet est maire) mais la ville d’eau, Café de l’Europe, sera ensuite délaissée par Napoléon, la jugeant trop anglophile.
1808, achèvement de l’édition de l’œuvre complète de Voltaire en 70+2 vol. par Xhrouet
1809, Xhrouet, à l’étroit de la censure, ne publie plus d’œuvres littéraires mais seulement quelques opéras, pièce de théâtre, ouvrages de la Cour de cassation et ouvrages divers. L’édition du journal Archives littéraires de l’Europe est arrêtée, il est jugé trop germanisant.
1810, 5 février, fermeture de l’imprimerie Xhrouet sur ordre de la censure napoléonienne.

## Bibliographie

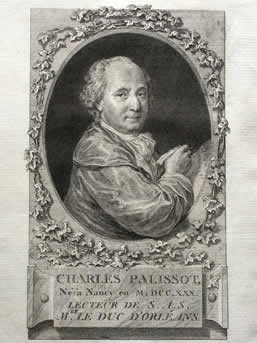
Charles Palissot de Fontenoy

## Note
1. ↑  Librairie Dolcel, Paris, vente décembre 2008, 450 euros
2. ↑  Depuis 1800, Mme Gauthier acquit les thermes d'Enghien à 11 km de Paris et fonda le premier établissement thermal à la fin du Premier Empire. Les eaux d'Enghien-les-Bains avaient été popularisées par un article de deux médecins dans le Journal de Paris du 24 mai 1787 alors que Louis-Guillaume Le Veillard, médecin et ami proche de Benjamin Franklin en était propriétaire. Ce premier sera guillotiné en 1794